# Innsbrook (Misuri)
Innsbrook es una villa ubicada en el condado de Warren en el estado estadounidense de Misuri. En el Censo de 2010 tenía una población de 552 habitantes y una densidad poblacional de 19,29 personas por km².

## Geografía
Innsbrook se encuentra ubicada en las coordenadas 38°45′42″N 91°3′16″O / 38.76167, -91.05444. Según la Oficina del Censo de los Estados Unidos, Innsbrook tiene una superficie total de 28.61 km², de la cual 25.75 km² corresponden a tierra firme y (10.01%) 2.86 km² es agua.

## Demografía
Según el censo de 2010, había 552 personas residiendo en Innsbrook. La densidad de población era de 19,29 hab./km². De los 552 habitantes, Innsbrook estaba compuesto por el 97.64% blancos, el 1.45% eran afroamericanos, el 0% eran amerindios, el 0% eran asiáticos, el 0% eran isleños del Pacífico, el 0.18% eran de otras razas y el 0.72% pertenecían a dos o más razas. Del total de la población el 0.54% eran hispanos o latinos de cualquier raza.